# Nobuo Kishi
Nobuo Kishi (岸 信夫 Kishi Nobuo?,  nacido el 1 de abril 1959) es un político japonés. Estuvo en la Cámara de Representantes de 2012 a 2023 en representación del segundo distrito de Yamaguchi como miembro del Partido Liberal Demócrata. Desde septiembre de 2020 hasta agosto de 2022 se desempeñó como Ministro de Defensa. Es el hermano menor del ex primer ministro japonés Shinzo Abe.

## Primeros años
Nobuo es el tercer hijo de Shintaro Abe y Yoko Abe (de soltera Kishi). Nació en Tokio. Poco después de su nacimiento, fue extrañamente adoptado por su tío materno, el presidente de Seibu Oil, Nobukazu Kishi, quien no podía tener hijos propios. No sabía acerca de su ascendencia real ni de su relación con los otros hijos de Shintaro Abe (Hironobu y Shinzo Abe), hasta que se preparó para ingresar a la universidad.
Kishi pasó la primera década de su vida viviendo en Tokio con su abuelo, el ex primer ministro Nobusuke Kishi Se graduó en la Facultad de Economía de la Universidad de Keio en 1981 y se unió a Sumitomo Corporation, donde trabajó hasta 2002. Sus puestos incluyeron el Estados Unidos, Vietnam y Australia.

## Carrera política

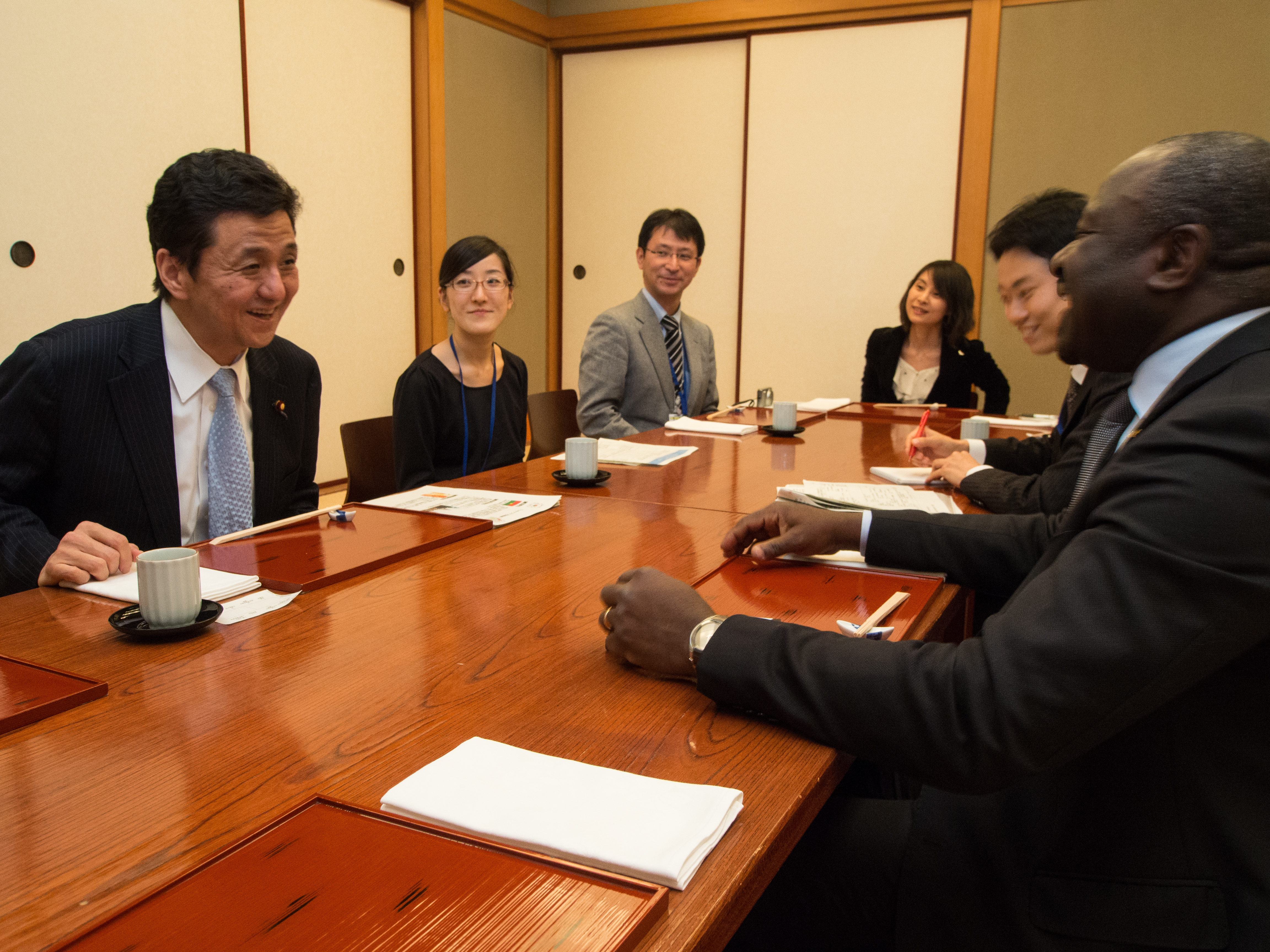
Reunión con el Viceministro de Asuntos Exteriores Nobuo Kishi

Con el respaldo de su hermano Shinzo, Kishi fue elegido miembro de la Cámara de Consejeros en 2004, representando a la prefectura de Yamaguchi. Se hizo conocido como especialista en temas de seguridad. Se ha desempeñado como Secretario Parlamentario de Defensa (Gabinete de Fukuda y Aso), Vicepresidente del Comité de Asuntos de la Dieta del PLD en la Cámara de Consejeros, Vicepresidente de Organización del Partido y Sede de Campaña del PLD, Presidente del Comité Especial sobre Okinawa y los Problemas del Norte.

### Gobierno de Abe
Kishi fue elegido miembro de la Cámara de Representantes en las elecciones generales japonesas de 2012 tras dimitir de su escaño en la Cámara de Consejeros. Volvió a ocupar un escaño en la prefectura de Yamaguchi que anteriormente había pertenecido a su abuelo Nobusuke Kishi y a su tío abuelo Eisaku Sato, pero que había perdido ante el Partido Demócrata de Japón en las elecciones generales japonesas de 2009. Después de las elecciones de 2012, el hermano de Kishi, Abe, se convirtió en primer ministro. Kishi fue ascendido a Viceministro Superior de Asuntos Exteriores en 2013.
Kishi se hizo conocido durante este tiempo por su papel en la promoción de la relación Japón-Taiwán. Ayudó a organizar una reunión histórica entre el primer ministro Abe y la líder de la oposición de la República de China, Tsai Ing-wen, en 2015. Después de la reelección de Tsai como presidenta, Kishi se reunió con Tsai en Taiwán en enero de 2020 y nuevamente en julio de 2020 (cuando asistió al funeral del presidente Lee Teng-hui).
En 2019, abogó públicamente por que Japón adquiriera capacidades de ataque como medida defensiva contra Corea del Norte, afirmando que Japón no debería depender de Estados Unidos para su defensa.

### Gobierno de Suga y Kishida

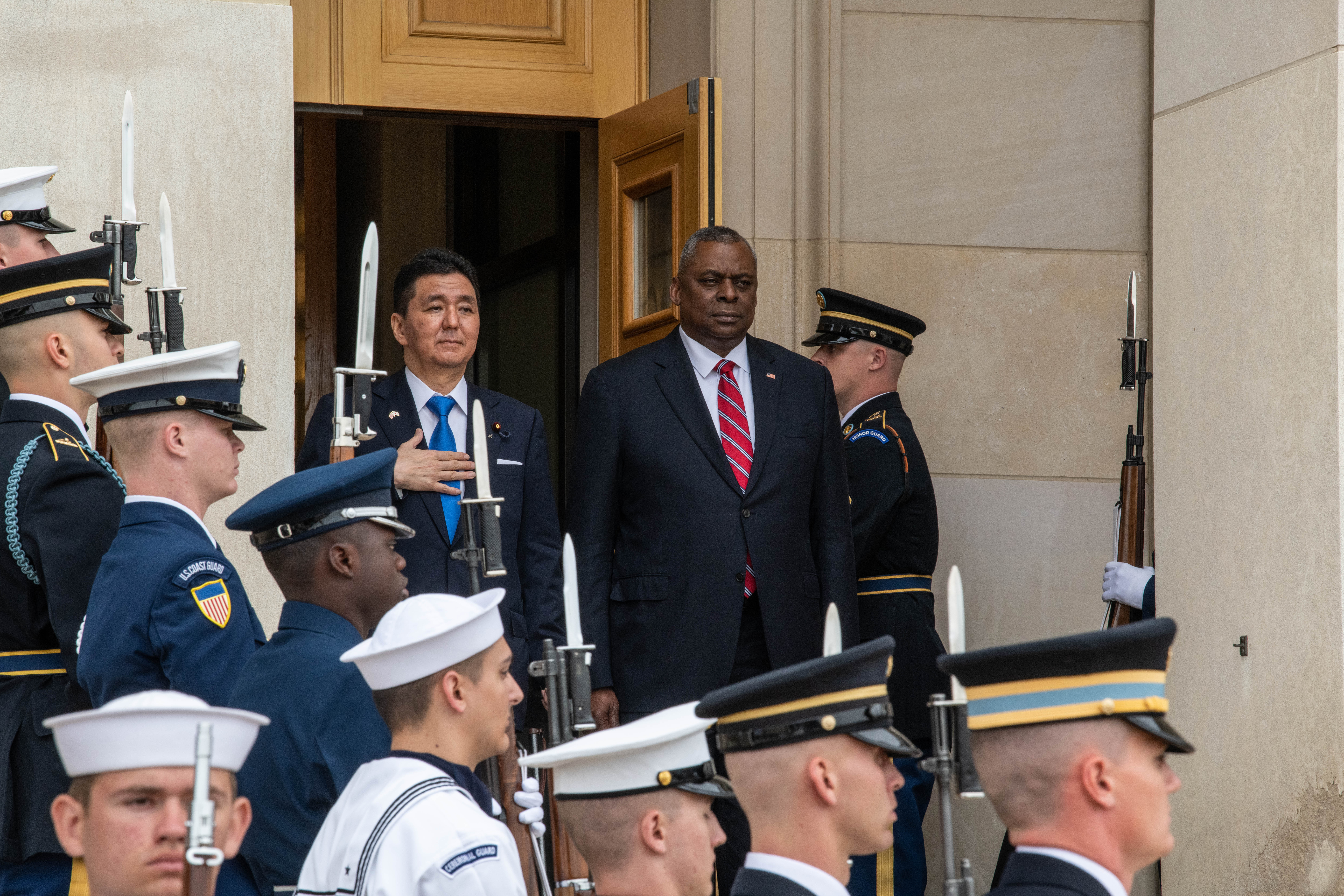
Kishi Kishi con el Secretario de Defensa de los Estados Unidos Lloyd Austin en mayo 2022.

Kishi fue nombrado Ministro de Defensa durante la presidencia del Primer Ministro Yoshihide Suga en septiembre del 2020. El comentarista Michael Bosack describió esto como "una elección extraña que indica influencia entre facciones y posiblemente un favor personal", y argumentó que la facción liderada por Hiroyuki Hosoda claramente estaba tratando de construir las credenciales de Kishi. Tras la noticia del nombramiento de Kishi, un portavoz del Ministerio de Asuntos Exteriores chino expresó su esperanza de que Japón se abstenga de desarrollar relaciones oficiales con Taiwán.
En octubre del 2020, Kishi emitió una declaración conjunta con la Ministra de Defensa Australiana Linda Reynolds que anunció que las Fuerzas de Autodefensa de Japón estarían habilitadas para proteger los activos militares australianos, una ley que se legalizó en septiembre de 2015 a través de la "Legislación militar japonesa de 2015" aprobada bajo la administración de Abe. Esto hace a Australia el segundo país (el primero es EE.UU.) cuyos activos Japón podría proteger. Kishi y Reynolds también enfatizaron su oposición a "cualquier acción unilateral desestabilizadora o coercitiva que pueda alterar el status quo y aumentar las tensiones en el Mar de China Oriental", y algunos analistas han especulado que esto se refiere a las actividades marítimas chinas alrededor las islas Senkaku. En septiembre del 2021 en una entrevista para Mainichi Shimbun, Kishi afirmó que Japón no puede quedarse al margen cuando ocurren acontecimientos en Taiwán debido a que son vecinos cercanos y aliados con valores universales compartidos como la libertad y la democracia. En 2021, visitó el polémico Yasukuni Shrine, convirtiéndolo en el primer ministro de Defensa en ejercicio en hacerlo desde 2016. En respuesta, el Ministerio de Relaciones Exteriores de Corea del Sur describió su visita como "deplorable".
Tras la dimisión de Suga como primer ministro, su sucesor Fumio Kishida optó por retener a Kishi como ministro de Defensa tras asumir el cargo en octubre de 2021. Nikkei señaló que esto enviaba un mensaje de continuidad en las políticas de Japón hacia China y Taiwán.
Después del asesinato de Shinzo Abe el 8 de julio del 2022, Nobuo Kishi tuvo que revelar que la relación con la polémica Iglesia de la Unificación, también conocida como "la Secta Lunar", también extendida hacía él. Kishi reconoció que los miembros del grupo participaron como voluntarios en sus actividades de campaña, incluidas tareas como la campaña telefónica. Kishida lo reemplazó como Ministro de Defensa un mes después. Anunció planes para dimitir de la Cámara de Representantes debido a problemas de salud, dando paso a las elecciones parciales de Japón en 2023.

## Posiciones
Tal como su hermano Shinzō,Kishi está afiliado al lobby abiertamente revisionista Nippon Kaigi, y es miembro de los siguientes grupos de derecha en la dieta:
- Grupo de discusión sobre la Dieta Nippon Kaigi (日本会議国会議員懇談会 - Nippon kaigi kokkai giin kondankai)
- Conferencia de parlamentarios sobre la Asociación Sintoísta de Liderazgo Espiritual (神道政治連盟国会議員懇談会) - NB: SAS a.k.a. Sinseiren, Liga Política Sintoísta, Shinto Seiji Renmei Kokkai Giin Kondankai
- Renacimiento de Japón (創生「日本」- Sosei Nippon)

Kishi dio las siguientes respuestas al cuestionario enviado por Mainichi a los parlamentarios en 2012:
- a favor de la revisión de la Constitución
- a favor del derecho de autodefensa colectiva (revisión del Artículo 9)
- contra la reforma de la Asamblea Nacional (unicameral en lugar de bicameral)
- a favor de reactivar centrales nucleares
- contra el objetivo de tener energía nuclear cero para 2030
- a favor de la reubicación de la Estación Aérea del Cuerpo de Marines Futenma (Okinawa)
- en contra de la evaluación de la compra de las Islas Senkaku por parte del Gobierno
- a favor de una actitud fuerte frente a China
- en contra de la participación de Japón en el Asociación Transpacífica
- a favor de considerar un Japón con armas nucleares en el futuro (sin embargo, después de su nombramiento como ministro de defensa en 2020, afirmó que esto "nunca sucedería"[2])
- contra la reforma de la Casa Imperial que permitiría a las mujeres conservar su estatus imperial incluso después del matrimonio

En una entrevista de marzo de 2014, argumentó que el nacionalismo no estaba aumentando en Japón y que el gobierno de Abe no cambiaría el historial de Japón de luchar por la paz como miembro de la sociedad internacional.

## Familia

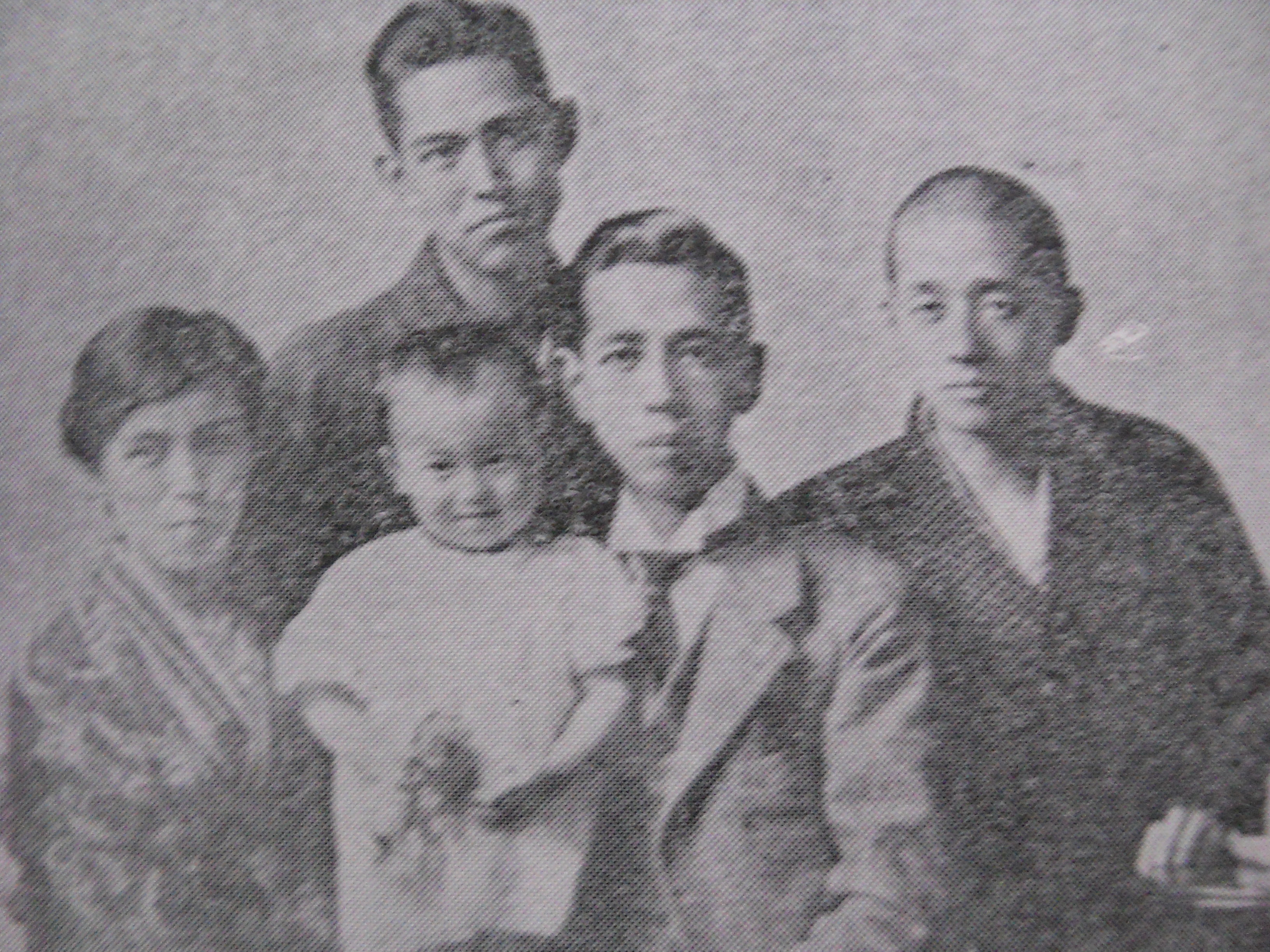
Nobusuke Kishi. Ministro de Agricultura y Comercio (1923). De izquierda: Yoshiko Kishi, Nobukazu Kishi, Nobusuke Kishi, Hiroshi Yoshida (primera fila) y Eisaku Sato (última fila)

- Abuelos: Kan Abe (político), Nobusuke Kishi (burócrata, primer ministro)
- Padre adoptivo (tío materno): Nobukazu Kishi (hijo mayor del presidente de Seibu Oil, Nobusuke Kishi)
- Madre adoptiva (tía política): Nakako (presidente de la Asamblea de la Prefectura de Yamaguchi, Joji Tanabe)
- Padre biológico: Shintaro Abe (Ministro de Asuntos Exteriores)
- Madre biológica: Yoko Abe (la hija mayor de Nobusuke Kishi)
- Tío abuelo: Eisaku Sato (Primer Ministro)
- Hermano mayor: Hironobu Abe
- Segundo hermano: Shinzo Abe
- Hijo mayor: Nobuyoshi Kishi (ex reportero de Fuji TV, secretario después de convertirse en ministro)